# Mouhamed Guèye
Mouhamed Guèye (* 16. November 2003 in Dakar) ist ein senegalesischer Fußballspieler.

## Karriere

### Verein
Guèye begann seine Karriere bei der US Gorée. Im August 2023 wechselte er nach Österreich zu den drittklassigen Amateuren des SK Rapid Wien. Bis zum Ende der Saison 2023/24 absolvierte er zwölf Spiele in der Regionalliga, in denen er zweimal traf. Mit Rapid II wurde er Meister und stieg in die 2. Liga auf.
Sein Debüt in der 2. Liga gab Guèye anschließend im August 2024, als er am ersten Spieltag der Saison 2024/25 gegen den SV Horn in der Startelf stand. In der 2. Liga kam er für Rapid II bis zur Winterpause zu 13 Einsätzen. Im Januar 2025 wechselte Guèye nach Belgien zum Erstligisten KV Kortrijk.

### Nationalmannschaft
Guèye nahm 2023 mit der senegalesischen U-20-Auswahl am Afrika-Cup teil. Diesen gewann er mit Senegal, er kam während des Turniers in fünf der sechs Spiele zum Einsatz. Durch den Sieg war das Land auch für die U-20-WM im selben Jahr qualifiziert, für die Guèye auch nominiert wurde. Dort scheiterten die Afrikaner aber in der Gruppenphase, er selbst kam nur einmal zum Zug.